# Акростих
Акрости́х (др.-греч. ἀκρο-στῐχίς, ἀκρο-στῐχίδος, ἀκρο-στιχίδα, от ἄκρος — «край» и στίχος — «ряд, линия, стихотворная строка»; славянское: краегране́сіе краестро́чіе):
- 1) осмысленный текст (слово, словосочетание или предложение), сложенный из начальных букв каждой строки стихотворения;
- 2) литературная форма, стихотворение, в котором некоторые (как правило, первые) буквы каждой строки составляют осмысленный текст (слово, словосочетание или предложение).

## История акростиха
От Античности и до Средних веков выбор этой формы чаще связан с сакральными мотивами (читается имя Христа, Девы Марии) или с обращением поэта (к своему покровителю, собрату по перу) или с подписью, встроенным в первый столбец букв авторским именем (считают, что именно так использовал акростих его изобретатель, древнегреческий поэт и драматург Эпихарм. На Русь акростих пришёл из Византии и начал применяться с XI века. У истоков русского акростиха также стоят акростишные подписи жившего в XVII веке иеромонаха Германа, занимавшегося переложением псалмов, например, его переложение 140-го псалма показывает по первым буквам фразу «Герман монах моляся писах»).

## Типология акростиха
В функциональном отношении этим трём случаям соответствуют три типа акростиха:

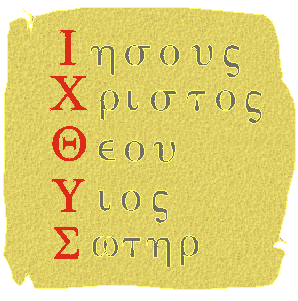
Акростих «ихтис» образует титул Иисус Христос Сын Божий Спаситель

### Акростих-ключ
Акростих-ключ — читаемый по первым буквам текст в концентрированном виде выражает смысл произведения и, по авторскому замыслу, должен быть замечен всяким читателем; частный случай такого решения — стихотворение-загадка с разгадкой в первых буквах:
Довольно именем известна я своим;

Равно клянётся плут и непорочный им;

Утехой в бедствиях всего бываю боле;

Жизнь сладостней при мне и в самой лучшей доле.

Блаженству чистых душ могу служить одна;

А меж злодеями — не быть я создана.
Юрий Нелединский-Мелецкий, «Загадка акростическая»

### Акростих-посвящение
Jucunditas maerentium Радость скорбящих
Eternitas viventium Бессмертие живущих
Sanitas languentium Исцеление ослабленных
Ubertas egentium Изобилие нуждающихся
Satietas esurentium Насыщение голодающих
בפי ישרים תתרומם‎ «ртом непорочных да превознесётся»
ובדברי צדיקים תתברך‎ «речами праведных да благословится»
ובלשון חסידים תתקדש‎ «языком святых да освятится»
ובקרב קדושים תתהלל‎ «нутром священных да восхвалится»
Акростих-посвящение — читаемый по первым буквам текст называет его адресата; часто этот адресат указан в тексте и другим способом (в названии, в эпиграфе, прямо в стихотворении), иногда других указаний нет и тогда посвящение заметно только очень внимательному или подготовленному читателю:

| Естьли Божій страхъ въ сердцѣ обитаетъ, Къ вышнему умомъ кто всегда взлетаетъ, Адаманта сей чище много разъ, Твердь какъ камень той въ честности всякъ часъ. Ежели не зримъ Божья мы величья, Разна чудеси многова отличья, И порядка въ нихъ пышна естества; Не узримъ во вѣкъ мы и божества. Ахъ! когда бъ ево мы не забывали, Въ добродѣтели бъ тверды пребывали: Ей въ насъ мѣсто есть, только корень слабъ: Лютости страстей рѣдкой въ насъ не рабъ. Истинна одна насъ путемъ да водитъ! Къ трону въ небеси ложь и не подходитъ. Ангели Царя держатъ тамо тронъ: Я погибъ, когда мной погибъ законъ. А. П. Сумароков, 1787 | Бывало, я с утра молчу О том, что сон мне пел. Румяной розе и лучу И мне — один удел. С покатых гор ползут снега, А я белей, чем снег, Но сладко снятся берега Разливных мутных рек. Еловой рощи свежий шум Покойнее рассветных дум. А. А. Ахматова, «Песенка» | Радость, как плотвица быстрая, Юрко светит и в воде. Руки могут церковь выстроить И кукушке и звезде. Кайся нивам и черемухам, — У живущих нет грехов. Из удачи зыбы промаха Воют только на коров. Не зови себя разбойником, Если ж чист, так падай в грязь. Верь — телёнку из подойника Улыбается карась. С. А. Есенин, «Акростих», 1919 |

### Акростих-шифр
Акростих-шифр — читаемый по первым буквам текст не имеет прямого отношения к содержанию стихотворения и вводит в произведение новую побочную информацию. Часто такой тип акростиха использовали как средство обойти цензурные или иные запреты. В различных мемуарах встречаются упоминания об акростихе Феликса Чуева с зашифрованным девизом «Сталин в сердце», об опубликованных в советской провинциальной периодике акростихах Николая Глазкова «Дорогому Леониду Ильичу» (само стихотворение носило невинный лирический характер, что делало иронию в адрес Л. И. Брежнева одновременно безобидной и едкой) и Евгения Шешолина «Христос воскрес». Особенно известна история воронежского поэта Павла Мелехина, продававшего свои стихи более удачливым советским авторам и однажды, вместо собственной авторской подписи, зашифровавшего в первых буквах акростиха своё отношение к поэту Михаилу Касаткину, купившему и опубликовавшему это стихотворение («И» в начале последней строки поставлено вместо «Ы»):

| Месяц в городе ночью не виден, Как над сквером — отдельный плафон. Ах, зачем так безмолвен Никитин, Словно морем огней напоён. Автоматы у входа в аллею Тоже будто бы странники тут, Как слепцы — ни о чём не жалеют, И даяния медного ждут. Нам-то кажется полночь пустою, Грубоватым — неоновый свет. Он хоть движется, зренье — в застое: Вот чего опасайся, поэт! Ну а чтоб глубоко, не парадно Оценить, как мы нынче живём, Встать на место Никитина надо — И не в сквере, а в веке былом… Павел Мелехин | Боже, милостив мне буди: У Тебя мой щит, покров, Да услышат ето люди, И моих приятье слов. Буди помощь и подпора, Отврати мои беды: Жить хочу я без раздора, Естьли получу следы. Мне разгласив противно, И не вниду в брань и шум; Лишь бы сердце мне унывно Огорчать не стало дум. Страсти мной не дам владети, Ты надежда в том моя: И пороки, страсти дети, Вижу с отвращеньем я. Грозный Судия вселенной, Отче милосердый нам, Созидатель твари тленной, Прям Твой скиптр и свят Твой храм! Очи с небёси на землю Дальним, Боже, шлешь путем: Из исподней вижу, внемлю Правду я Твою во всем. О всесильный Царь небесный, Милуй мя, мой дух храня, И для сердца груди тесной Луч пошли и на меня! Утоли мои Ты страсти И печали отгони; Мне, терзая мя напасти, Ясны помрачили дни. А. П. Сумароков |

### Другие примеры
- В средневековой кабалистической молитве «Ана бе-коах», составленной из семи строк, во второй строке начальные буквы всех шести слов представляют собой акростих «разорви (прокляни) Сатану!» (קרע שטנ‎), во фразе, в которой Бог назван «Устрашающим».
- Ещё один тип акростиха — алфавитный акростих (абецедарий), при котором каждые первые буквы стихов или строф образуют алфавитную последовательность. Примером такого акростиха является ветхозаветный Плач Иеремии, первые 4 песни которого состоят каждая из 22-х строф, причём каждая строфа начинается с новой буквы, в последовательном порядке еврейского алфавита, так же 7 еврейских псалмов Псалтири: 24, 33, 36, 110, 111, 118, 144 составлены в виде акростиха[5].
- Формальными разновидностями акростиха можно считать более редкие телестих и месостих (мезостих), в которых дополнительный текст читают не по первым, а соответственно по последним и по средним буквам стихотворной строки, а также акротелестих. В XX веке был опробован ряд усложнений формы, начиная с двойных и тройных акростихов (первые, третьи и пятые буквы в каждом стихе), встречающихся в поэтической переписке Михаила Лозинского и Константина Липскерова. Крупнейшим современным мастером русского акростиха является Валентин Загорянский, в чьих стихотворениях (автор называет их акрограммами) дополнительный текст может читаться сразу во многих направлениях (по первым, последним и средним буквам, обеим диагоналям и тому подобном)[6].

### Акростих в прозе
Изредка аналогичная акростиху форма встречается и в прозе. В одном из романов Эллери Куина первые буквы названий глав образуют заглавие книги и имя автора «The Greek Coffin Mystery by Ellery Queen». Последний абзац англоязычного рассказа Владимира Набокова «Сёстры Вейн» (англ. The Vane Sisters, 1951) также организован таким образом — первые буквы всех слов выстраиваются во фразу, представляющую собой ключ к рассказанной в основном тексте истории.
Известен относящийся к самому началу XX века фельетон Александра Амфитеатрова, в котором антиправительственный лозунг читался по первым буквам слов; в 1933 году эстонская газета Rahvaleht откликнулась на введение в стране предварительной цензуры статьёй Педро Крустена, в которой первые буквы каждой строчки складывались во фразу «Лижи зад, цензор» (эст. Laku perset tsensor). Сходным образом в рассказе Леонида Каганова «Пикалка» (2022) первые буквы предложений первого и последнего абзацев составляют фразу «Слава Украине, героям слава», что вызвало в 2023 году скандал (рассказ занял первое место на литературном конкурсе сайта Лаборатория Фантастики, организаторы которого аннулировали итоги, узнав о фразе-ключе). В осмысленную фразу складываются и начальные буквы каждого абзаца в речи Кирилла Серебренникова на судебном заседании 22 июня 2020 года. Правомернее рассматривать такое проявление акронимии не как самостоятельную форму, а как литературный приём, поскольку речь часто идёт об организации лишь определённого фрагмента текста, а не произведения целиком.